# Künstliche Kletteranlage

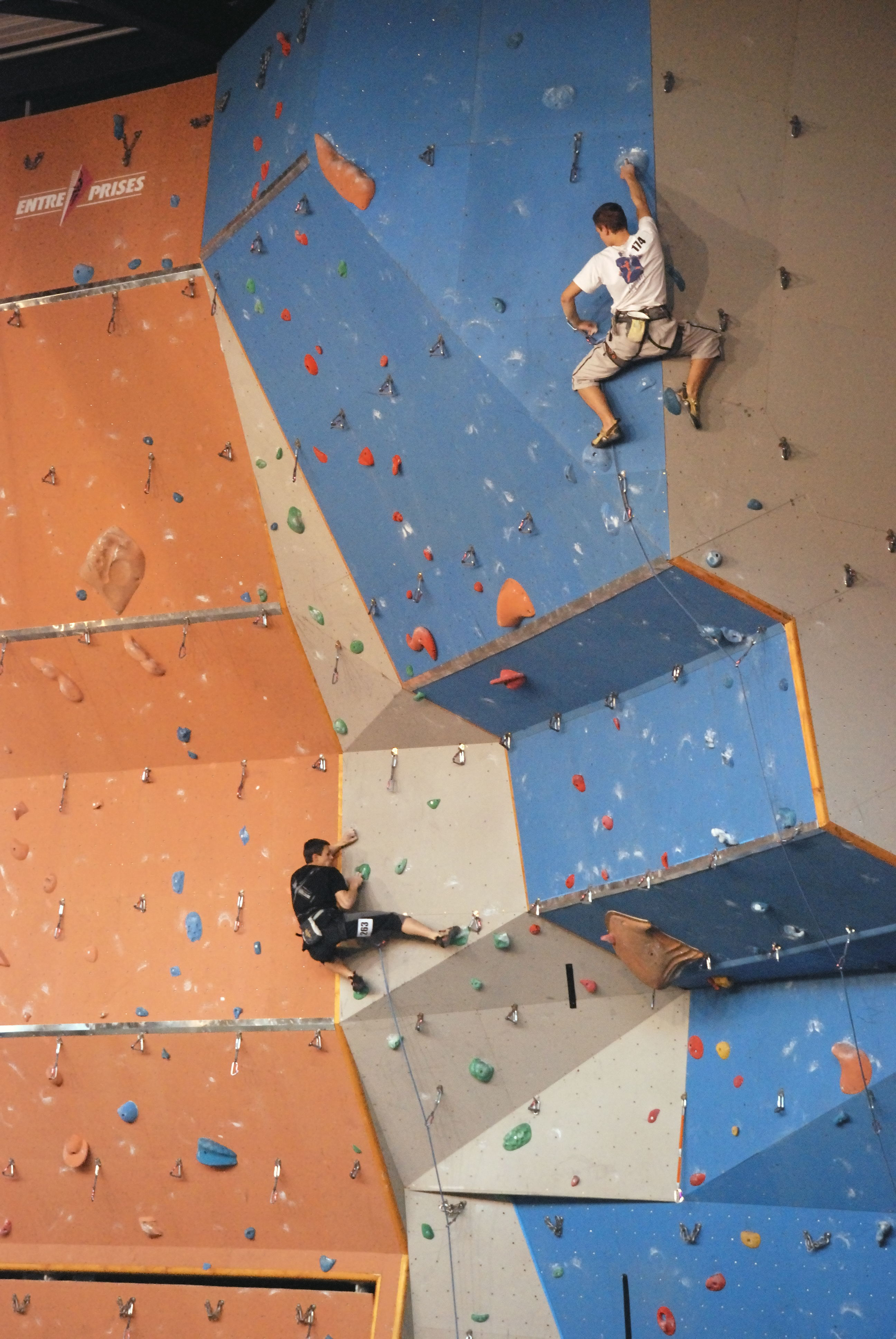
Künstliche Kletterwand in einer Kletterhalle in Voiron, Frankreich

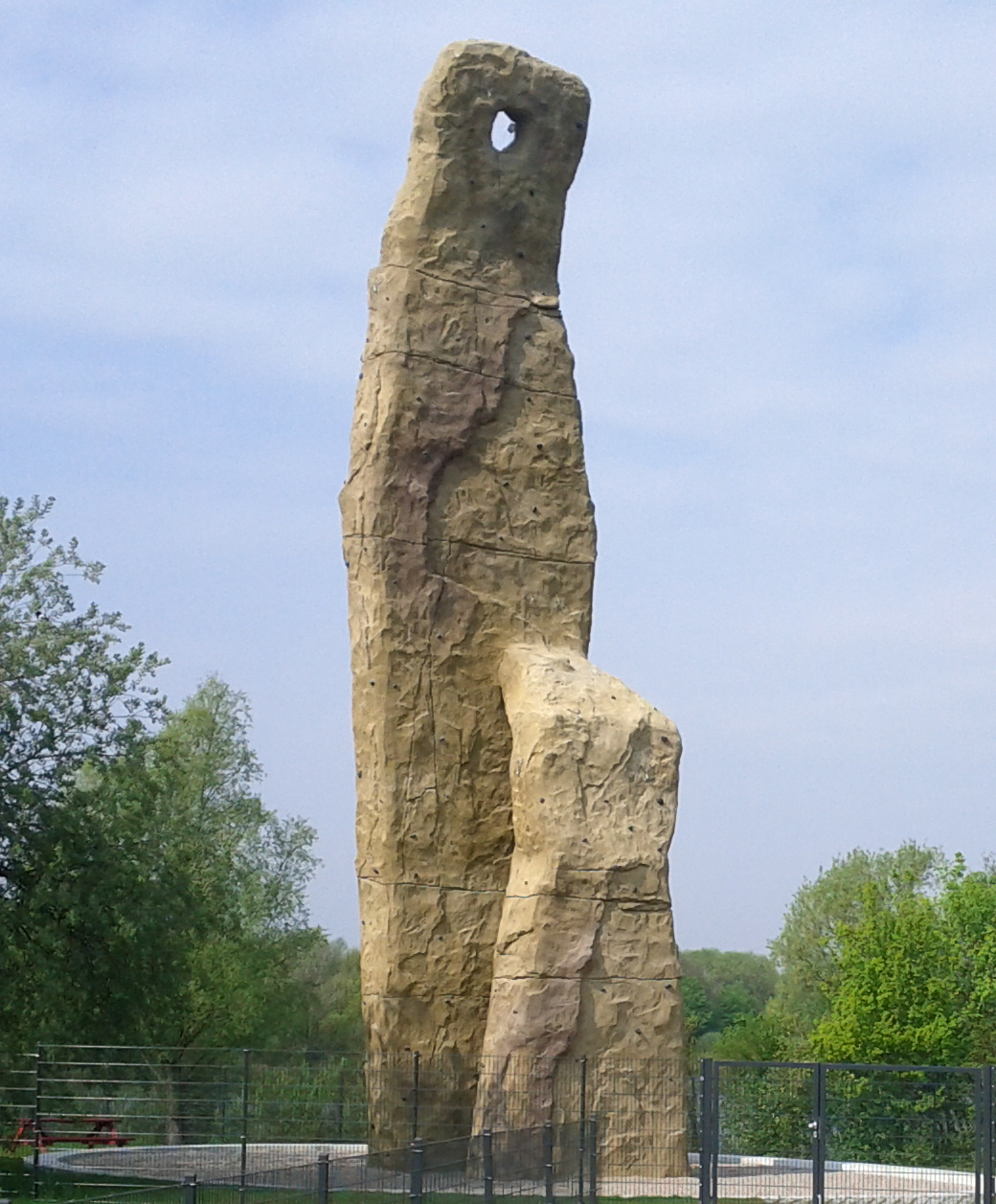
Künstlicher Kletterturm im Freien in Berlin-Spandau, Deutschland

Eine Künstliche Kletteranlage ist eine Anlage mit bis zu 20 m hohen Wänden, an denen Sportklettern ausgeübt werden kann. Eine solche Anlage umfasst in der Regel eine oder mehrere Kletterwände; diese können sich im Freien befinden, sind aber meist in Hallen um witterungsunabhängig den Sport ausüben zu können. Griffe und Tritte bestehen aus Polyesterharz, die Wand aus verschiedenen Materialien mit einer rauen Oberfläche, es besteht eine große Vielfalt an Gestaltungsmöglichkeiten.
Im Prinzip gibt es zwei verschiedene Ausgestaltungsmöglichkeiten: hohe Kletterwände mit bereits fix installierten Sicherungspunkten zum Einhängen von Seilen einerseits und Boulderwände andererseits, bei der seilfrei auf Absprunghöhe geklettert wird. In den meisten Hallen und insbesondere an Boulderwänden gibt es Fallschutzböden, z. B. Sportmatten oder Kies, um einen Absturz abzufedern.
Bei hohen Kletterwänden ist eine Sicherung mittels Seil, Gurt und Seilbremse zwingend. Meist wird sowohl Topropeklettern als auch Vorstiegsklettern angeboten.
Die wachsende Beliebtheit des Kletterns als Freizeitaktivität liegt mit daran, dass künstliche Kletteranlagen für viele Klettersportler näher beim Wohn- bzw. Arbeitsort liegen als natürliche Klettergebiete und mit den Hallen Beschränkungen durch Tageszeit und Witterung entfallen.

## Kletterhalle
Ist die künstliche Kletterwand in einer Halle, wird dies auch als Indoor-Klettern oder Hallenklettern bezeichnet. Der Wegfall von Wettereinflüssen, das engmaschige Anbringen von Sicherungspunkten und die Überwachung solcher Hallen durch die Betreiber erhöhen die Sicherheit gegenüber dem Klettern in der Natur.
Die Hallen selbst sind normalerweise 5 bis 20 m hoch. Dabei können die einzelnen Kletterrouten wesentlich länger sein.
Die Anlage mit der weltweit größten Indoor-Kletterfläche bietet seit ihrer Erweiterung im Frühjahr 2011 das DAV Kletter- und Boulderzentrum München-Süd. Sie besteht aus insgesamt 7.800 m² Kletterfläche, davon 3.750 m² im Innenbereich.
Eine der modernsten Kletterhallen ist das Kletterzentrum Innsbruck, in dem auch die Nationalteams von Österreich und teilweise der Schweiz trainieren. Diese umfasst 4500 m² Kletterfläche, davon 3000 m² Indoor und 1250 m² Boulderfläche.
Eine weitere große Kletterhalle (bis 2010 die größte Europas) ist das Gaswerk in Schlieren bei Zürich/Schweiz. Sie besteht aus vier Hallen und verfügt über mehr als 250 Routen. Früher war diese Halle ein Gaswerk, welches dann zur heutigen Halle umgebaut worden ist. Die erste „Kletterkirche“ in Deutschland ist die ehemalige Pfarrkirche St. Peter in Mönchengladbach-Waldhausen, sie wurde zu einer Kletterhalle (1.300 m²) umgebaut.

## Kletterwand
Eine Kletterwand ist eine dem natürlichen Fels nachempfundene künstliche Konstruktion, in einer Halle oder im Freien, die zum Klettern dient. Manchmal wird versucht, die Natur zu kopieren und die Wand naturnah zu gestalten; andere Kletteranlagen sind bewusst künstlich gehalten und ähneln geometrischen Strukturen. Entsprechend ausgebaute Areale natürlichen Ursprungs werden dagegen Klettergärten genannt.
Für eine Kletterwand gibt es verschiedene Konstruktionsmöglichkeiten:
- Die überwiegende Zahl der Wände sind Holzkonstruktionen, deren Oberfläche typischerweise Multiplex-Platten bilden, die oft mit einer sandhaltigen Beschichtung versehen sind, um die Reibung zu erhöhen. Spanplatten aller Art sind ungeeignet, da sie der Belastung durch Anprall und Griffbefestigung nicht standhalten; Nadelholzplatten sind zu weich. Die Platten haben in regelmäßigen Abständen Bohrungen, in die von der Rückseite M10-Einschlagmuttern eingebracht sind.
- Mit Glasfaserkunststoffen können Felsoberflächen naturnah modelliert werden. Es gibt vorgefertigte Modulelemente mit Rastermaß und frei geformte Wände.
- Spritzbeton ermöglicht im Außenbereich die Formung beliebiger Strukturen.
- Gelegentlich finden sich auch Kletterwände, die auf Teilen von Gebäuden und Bauwerken (z. B. Mauern, alten Bunkern oder Brückenpfeiler) basieren.

Auf der Kletterwand werden mit farblich gekennzeichneten Griffen Kletterrouten unterschiedlicher Schwierigkeitsgrade gesetzt. Die einzelnen Griffe sind mit der Wand durch Schrauben verbunden und lassen sich dadurch regelmäßig zu neuen Routen kombinieren. Ausnahmen sind vereinzelte Anlagen aus Beton, an denen Strukturen ausschließlich in den Werkstoff modelliert wurden.
Kletterwände können komplett erworben oder auch selbst hergestellt werden. Es gibt auch viele Kletterer, die sich zuhause eine kleine Kletterwand aufbauen.

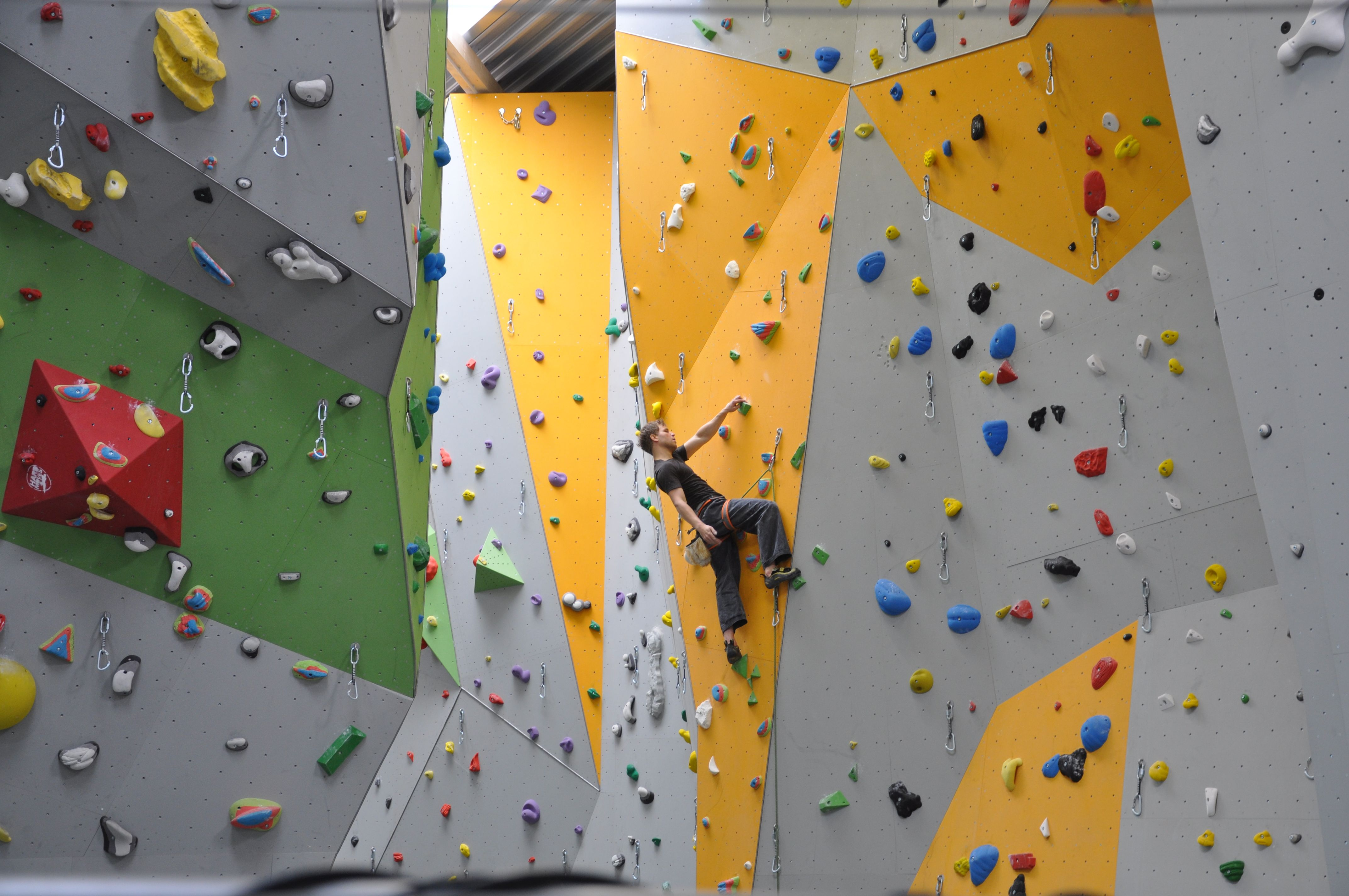
Wandkonstruktion aus beschichteten Multiplex-Platten
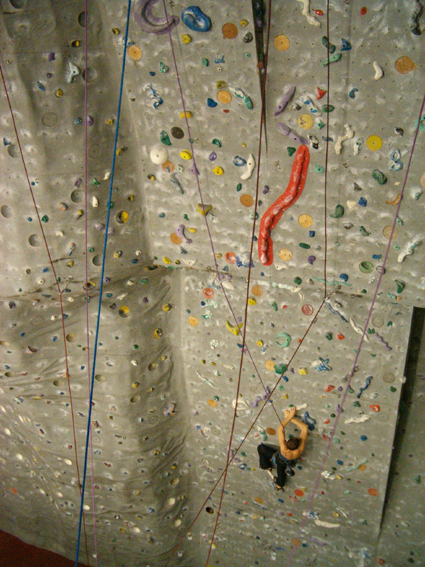
Indoor-Kletterwand
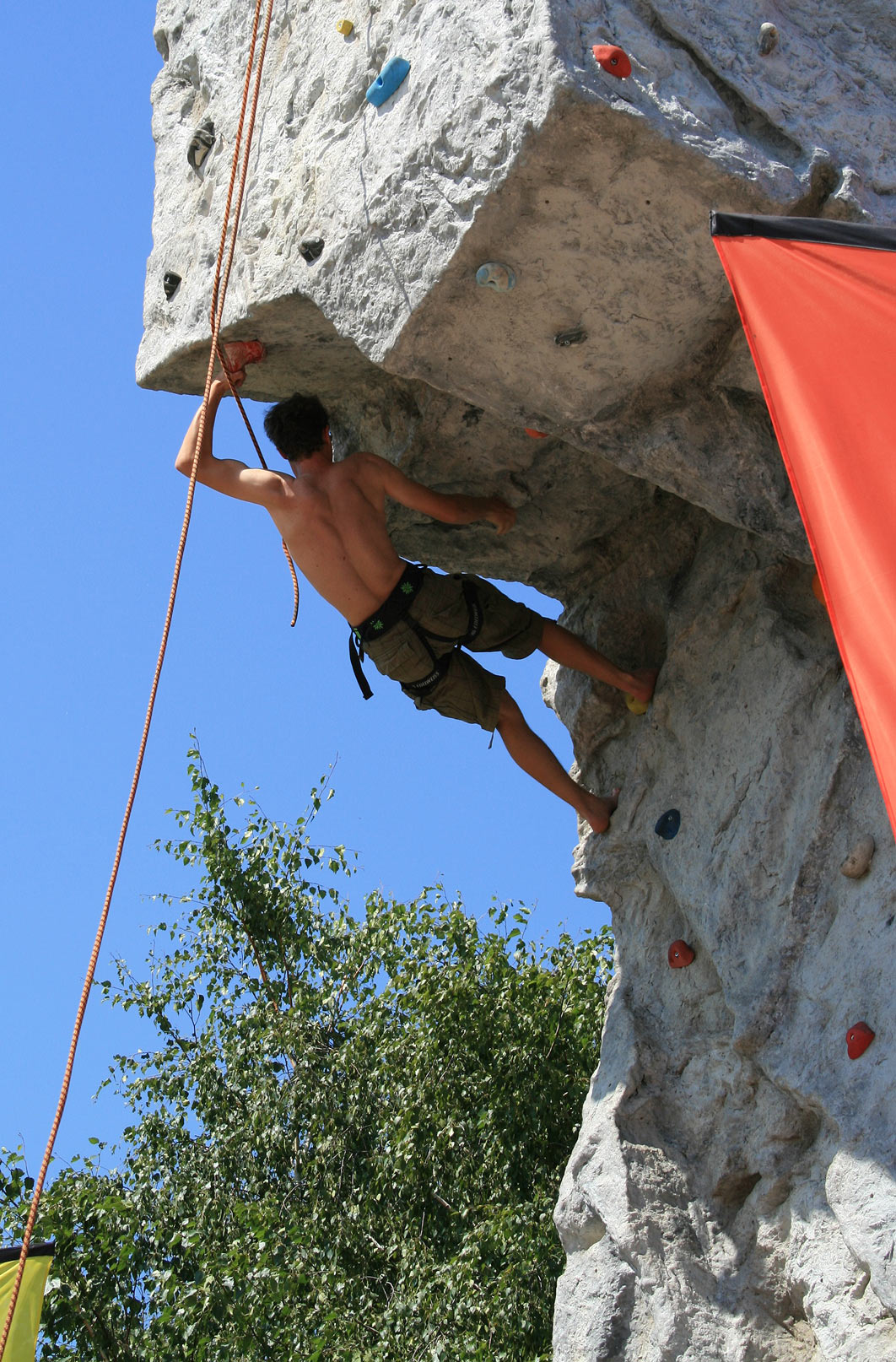
Outdoor-Kletterwand
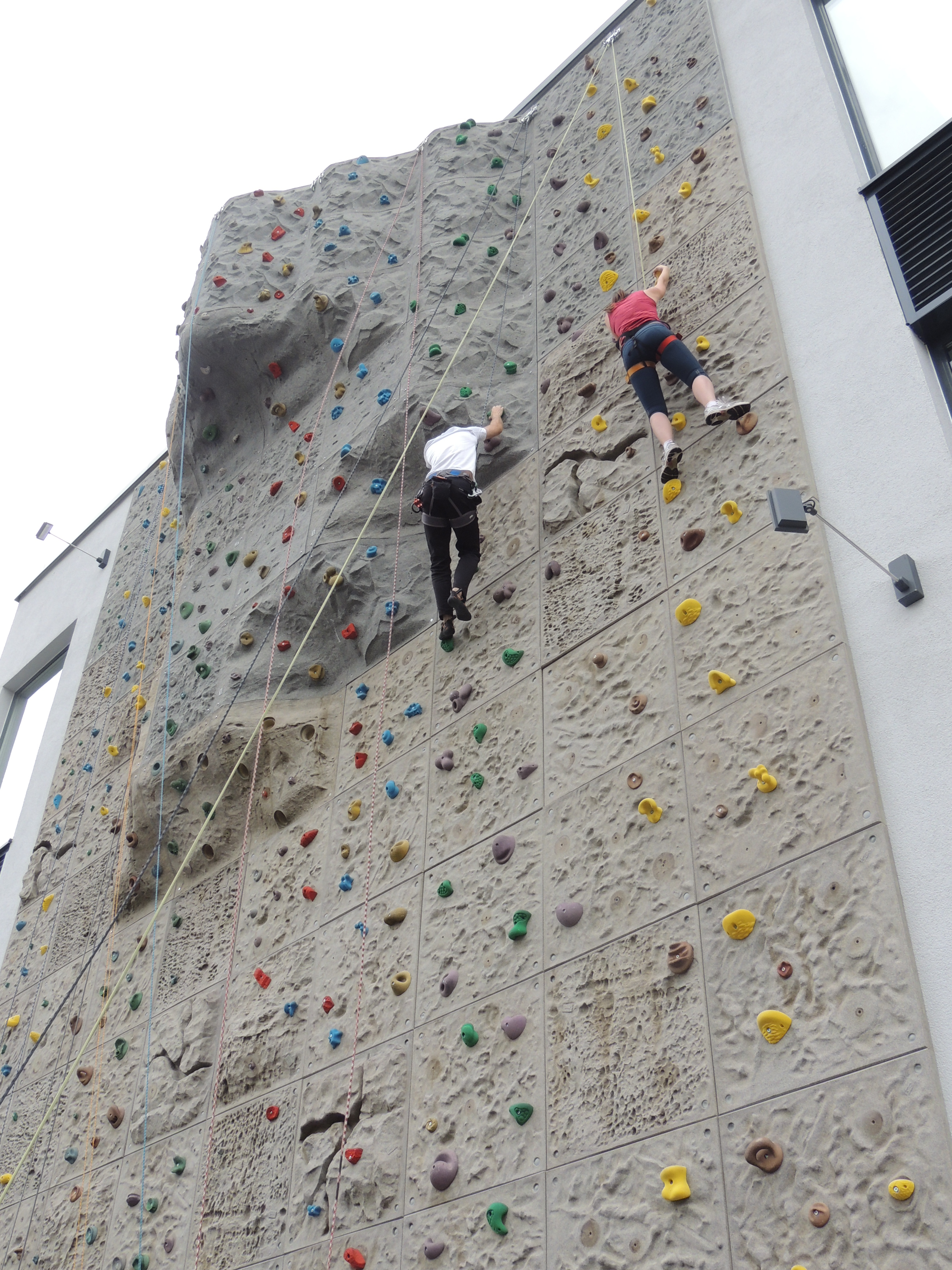
Kletterwand an einem Gebäude der Turngemeinde Bornheim
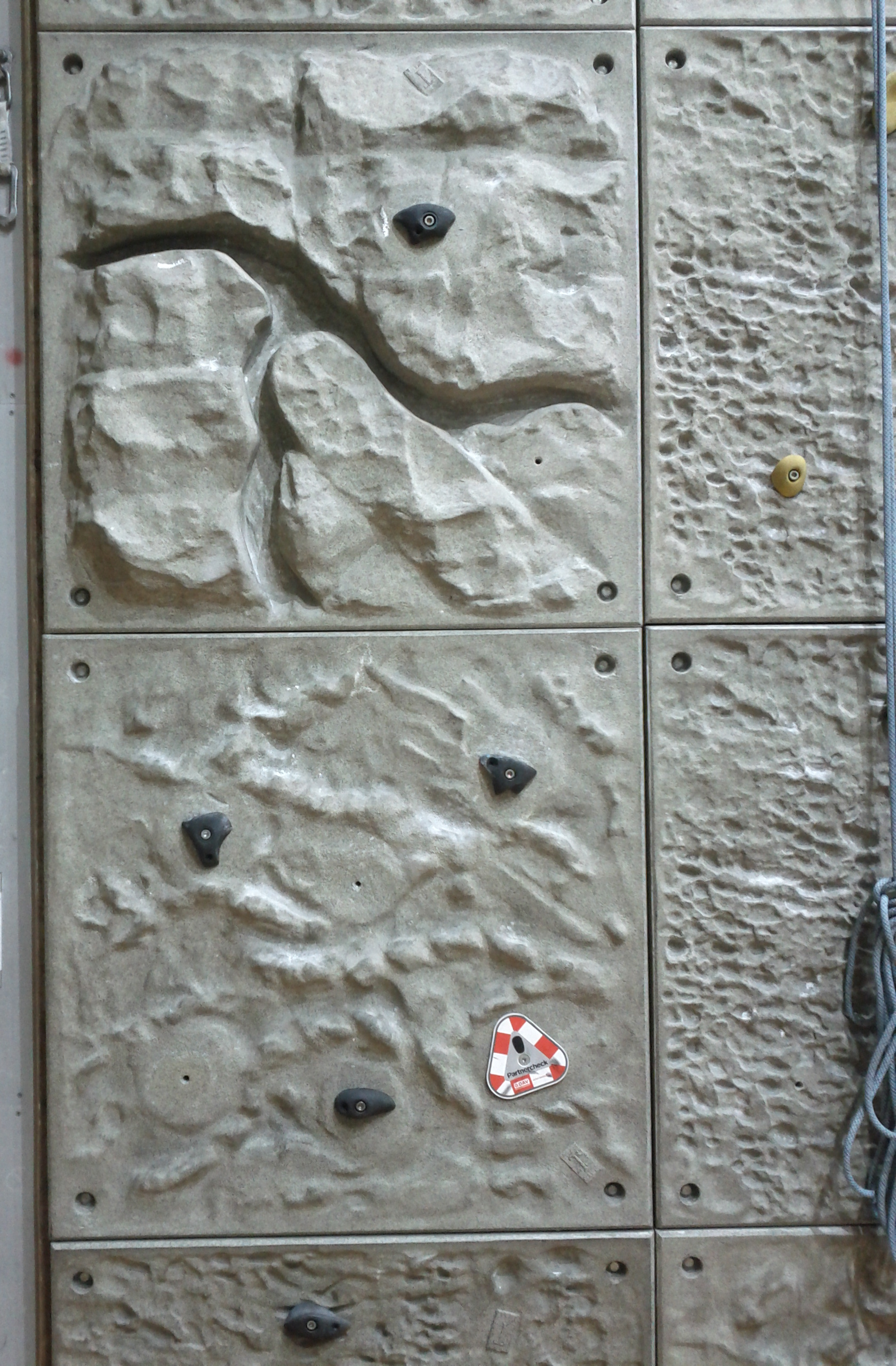
Modulelemente im Rastermaß in künstlicher Strukturwand
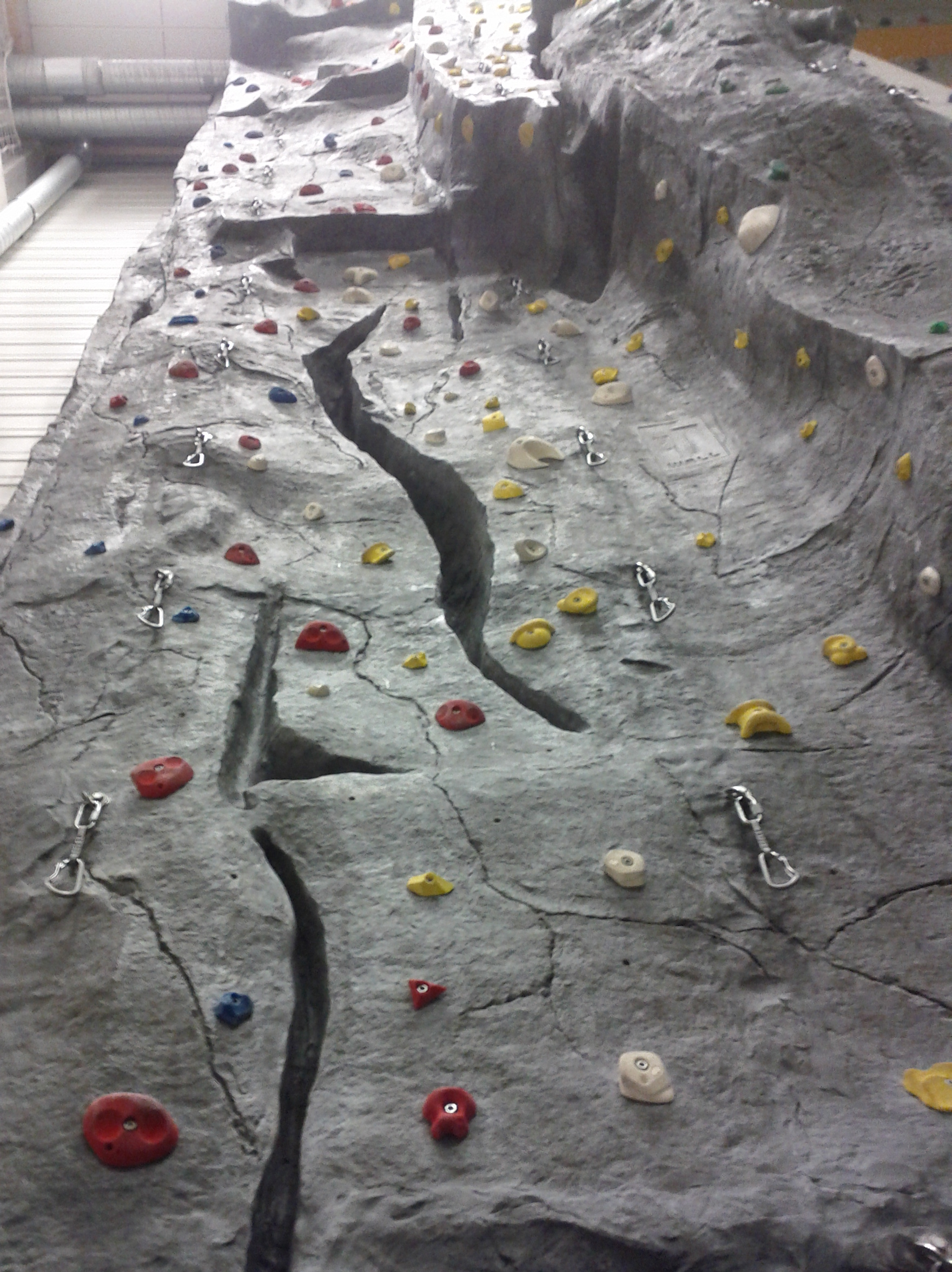
Frei geformte künstliche Strukturwand
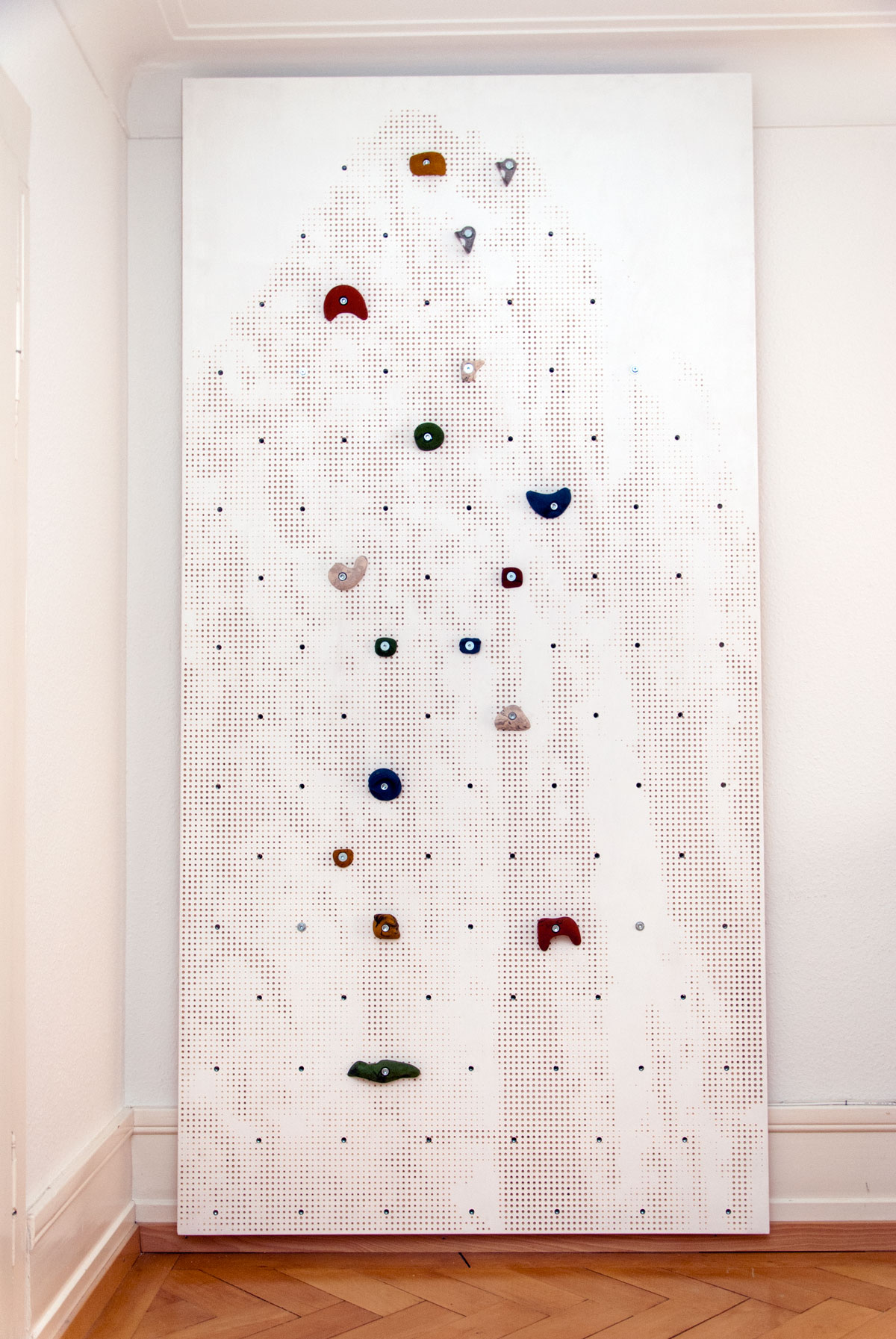
Eine private Kletterwand mit einem Lochmuster, das die Spitze des Fitz Roy abbildet
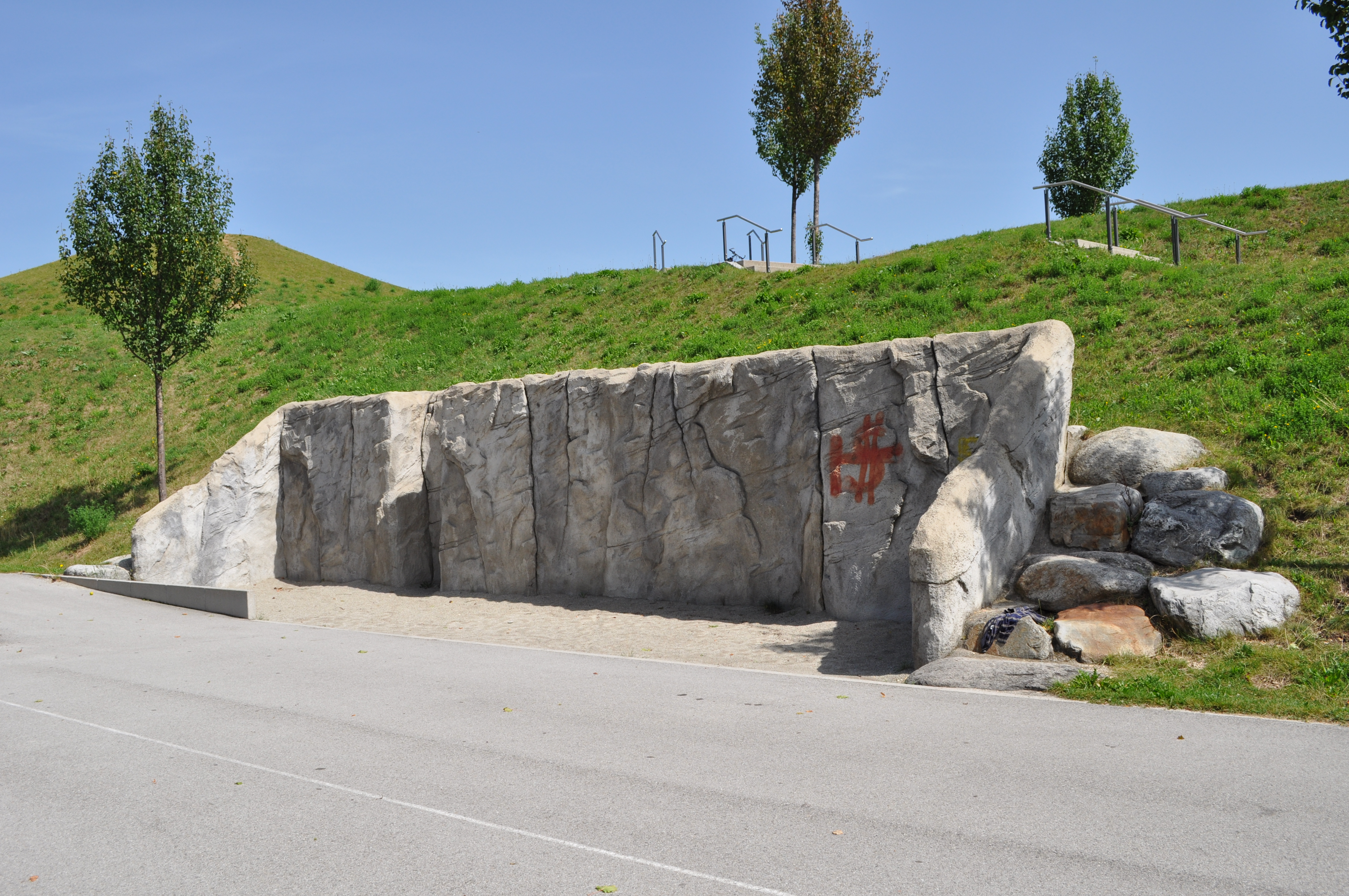
Boulderwand aus Spritzbeton im Freien

## Klettergriffe

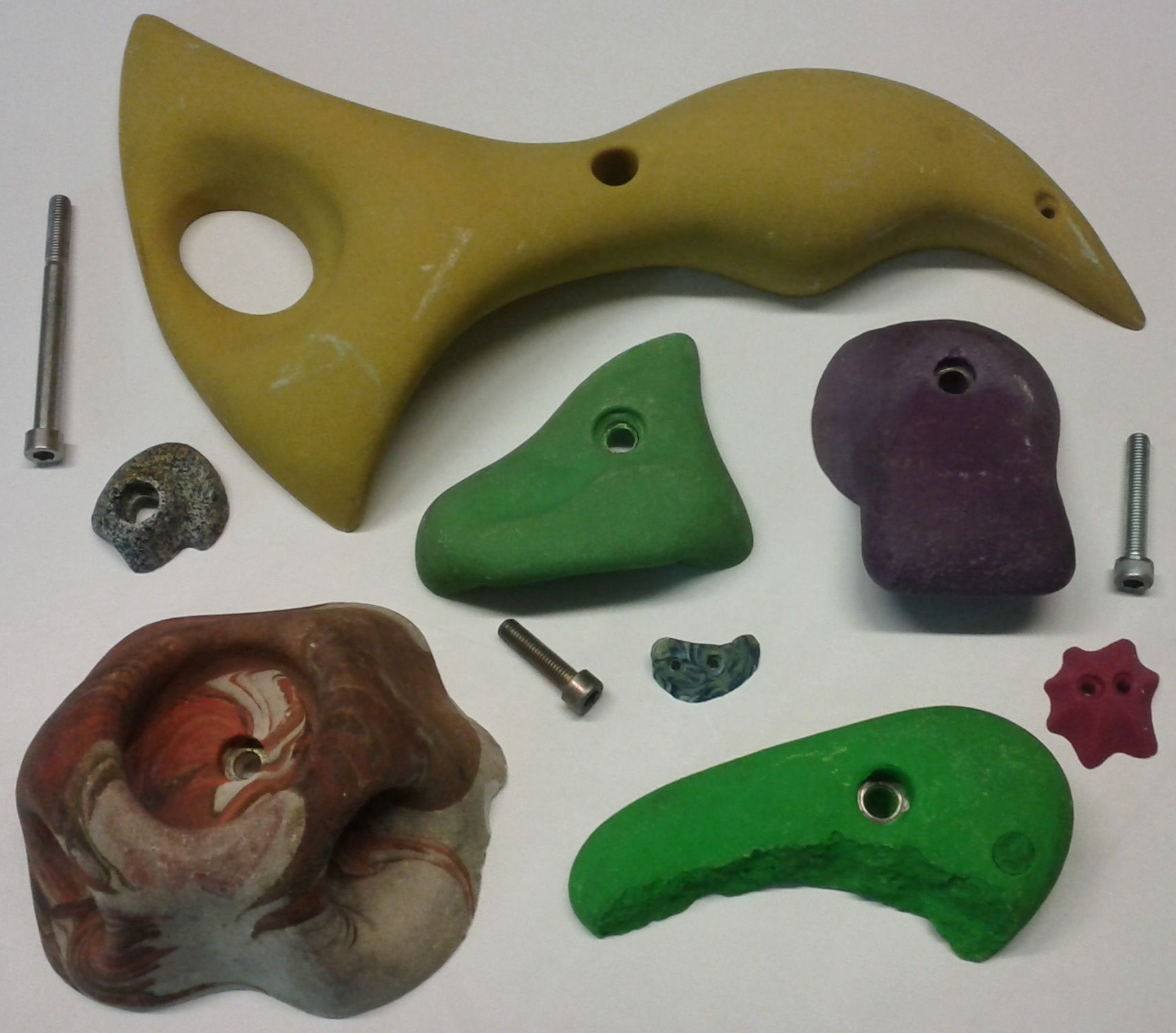
Moderne Klettergriffe

Klettergriffe und -tritte werden heutzutage fast ausschließlich aus Kunststoffen (Polyesterharz, Polyurethan) hergestellt, da sich so die von der Normung geforderten Bruchfestigkeiten gut erreichen lassen. Drahteinlagen oder Rückseitenbeschichtungen können mögliche Bruchstücke vor dem Herabfallen sichern. Befestigt werden die meisten Griffe mit Inbusschrauben (M10) mit Zylinder- oder Senkkopf. Besonders kleine Griffe und Tritte werden als Spax bezeichnet, da sie mit Spanplattenschrauben (umgangssprachlich „Spax“) befestigt werden.
Klettergriffe lassen sich entsprechend ihrer Griffart in sechs übergeordnete Kategorien einteilen. Im deutschen Sprachraum verwendet man dabei üblicherweise die englischen Bezeichnung der Griffarten. Diese sind: Henkel (engl.: Jug), Sloper, Fingerloch (engl.: pocket), Leiste (engl.: crimp), Kante (engl.: edge) und Zangengriff (engl.: pinch).
Volumen sind große Elemente, die eine freie Strukturierung von flachen Wänden ermöglichen. Das Volumen kann selbst als Griff fungieren oder als Basis für weitere Griffe bzw. Tritte dienen.
Die Griffe sind in einer großen Form-, Farb- und Größenvielfalt in thematischen Sortierungen erhältlich. Die Farbe dient meist der Kennzeichnung der Routen. Durch die Anbringung unterschiedlicher Formen in unterschiedlichen Ausrichtungen lässt sich der Schwierigkeitsgrad an ein und derselben Wand immens verändern, auch die Griffigkeit des Materials spielt eine Rolle.

## Klettern
Die Ausrüstung zum Klettern wird im Normalfall selbst mitgebracht, das nötige Material kann aber oftmals auch in den Kletterhallen geliehen werden. Zur Grundausrüstung gehören: Kletterschuhe (in der Schweiz auch Kletterfinken genannt) sowie oft ein Magnesiasack; an Anlagen mit Sicherungspunkten dazu ein Klettergurt, ein Sicherungsgerät und Schraubkarabiner, je nach Kletterhalle und eigenen Fähigkeiten auch Kletterseil und Expresssets.

### Klettern mit Seilsicherung
An den Anlagen sind meist mehrere Kletterrouten mit verschiedenen Schwierigkeitsgraden kletterbar, sodass Anfänger und Profis nebeneinander klettern können. Die einzelnen Routen sind typischerweise an einer einheitlichen Farbe der vom Routenbauer aufgeschraubten Griffe zu erkennen, deren Form, Größe und Anordnung die Schwierigkeitsgrade mitbestimmen. Am Einstieg der Route oder in einer zentral angebrachten Liste kann der Kletterer sich dann informieren, welchen Schwierigkeitsgrad beispielsweise die „blaue Route“ hat. Ziel beim freien Klettern ist es, eine solche Route zu durchsteigen, ohne die Seilsicherung zu belasten.
Formen des Kletterns mit Seilsicherung:
- Beim Klettern im Vorstieg nimmt der Kletternde das vom Sicherungspartner ausgegebene Sicherungsseil mit und hängt es sukzessiv mittels Expresssets in Zwischensicherungen und schließlich in die Umlenkung am oberen Punkt der Wand ein. Dies gilt als die sportlich anspruchsvollste Form des Kletterns.
- Beim Topropeklettern wird der Sportler ständig durch seinen Sicherungspartner mittels des in die Umlenkung eingehängten Seils gesichert. Dieses ist entweder ständig in der Route angebracht oder wurde vorher im Vorstieg eingehängt.
- Eine Sonderform des Topropekletterns ist das Klettern an Selbstsicherungsautomaten (Autobelay), bei der kein Sicherungspartner erforderlich ist. Ein Band oder Stahlseil wird dabei von einem in der Umlenkung angebrachten Gerät eingezogen und aufgewickelt, wenn der Kletternde aufsteigt. Setzt dieser sich ins Seil oder fällt, wird er mittels Fliehkraftbremse gleichmäßig abgelassen.
- Eine eigene Sportdisziplin ist das Speedklettern, dabei geht es darum, die Route in kürzestmöglicher Zeit zu klettern. Für Wettkämpfe ist die Route in Neigung, Griffform und -anordnung weltweit genormt. Zur Sicherung wird inzwischen überwiegend ein Selbstsicherungsautomat eingesetzt.

Da Kletterhallen für die Sicherheit haften, verlangen viele Kletterhallen einen Nachweis über eine Mindestqualifikation und lassen sich bestätigen, dass die Kletterer auf eigene Gefahr unterwegs sind. Dementsprechend haben die Alpenvereine und die Hallen reagiert und bieten Ausbildungen an. Der Alpenverein hat dazu ein komplettes Ausbildungskonzept mit Kletterscheinen erarbeitet.

### Bouldern
Ziel beim Bouldern ist es, eine bestimmte Grifffolge (als „Problem“ bezeichnet) ohne Sturz zu meistern, geklettert wird ohne Klettergurt und Kletterseil in Absprunghöhe. Die zwei bis fünf Meter hohen Boulderbereiche sind mit Fallschutzeinrichtungen (Sportmatten, Kies oder Crashpads) ausgestattet, die das Verletzungsrisiko beim Herunterfallen vermindern.

## Gefahren und Sicherheit
Klettern ist eine gesundheitsfördernde Sportart mit relativ geringem Verletzungsrisiko, weit unter dem von Fußball. Unfälle sind sehr selten, zumeist führt ein solcher zu gebrochenen Sprunggelenken oder gerissenen Bändern. An einer künstlichen Kletterwand entfallen einige Risiken des natürlichen Felsens, z. B. Steinschlag oder fragwürdige Sicherungspunkte, und der technische Zustand der Anlage muss außerdem überwacht werden.
Unfälle sind daher überwiegend auf das Fehlverhalten der Beteiligten zurückzuführen, meist das des Sicherungspartners. Typische Fehler resultieren häufig aus Ablenkung, z. B. nicht richtig eingebunden, Sicherungsgerät falsch eingelegt oder eine falsche Position des Sichernden. 78 % der gemeldeten Unfälle passieren beim Vorstieg, alleine 12 % der Unfälle entstehen beim Ablassen. Daher wird in der Ausbildung sehr auf Sicherheit wert gelegt und ein Partnercheck verhindert auch Flüchtigkeitsfehler. Die Wahl des Sicherungsgeräts sollte der Erfahrung angepasst sein. Der DAV empfiehlt Anfängern und Gelegenheitskletterern eher Halbautomaten (z. B. Click-Up, Smart, Grigri). Ein klassisches Tube ist eher ein Experten vorbehalten, da es zwar dynamischeres Sichern erlaubt, aber auch Erfahrung, Bewegungsroutine und ausreichend Handkraft voraussetzt.
Der Sturz- und Absprungbereich beim Bouldern sollte immer frei sein, gerade bei vollen Hallen ist dies wichtig.
In der Unfallstatistik des Deutschen Alpenvereins 2020 werden 90 Unfälle in Kletterhallen ausgewiesen. Davon sind 54 beim Bouldern passiert und 32 beim Seilklettern an Wänden, 4 waren sonstige Unfälle. Beim Bouldern waren die meisten Mattenstürze mit Verletzungen an Armen oder Beinen. Beim Seilklettern kam es zu 19 Bodenstürzen, meist durch Sicherungsfehler. Gemeldete Verletzungen waren: Brandblasen an den Händen durch durchrutschendes Seil, Wadenbruch beim Sturz und Fußverletzungen. Insgesamt kann festgestellt werden, dass es verglichen mit der Anzahl der aktiven Kletterer sehr geringe gemeldete Unfälle gab.

## Spielgeräte

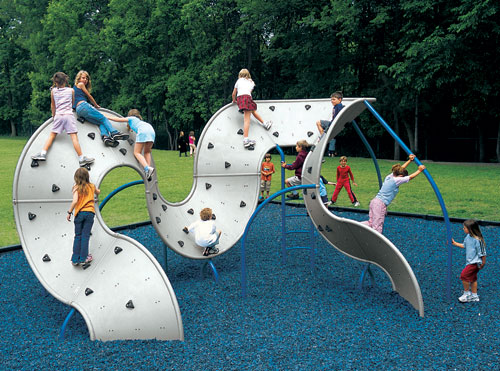
Klettergerät auf einem Spielplatz

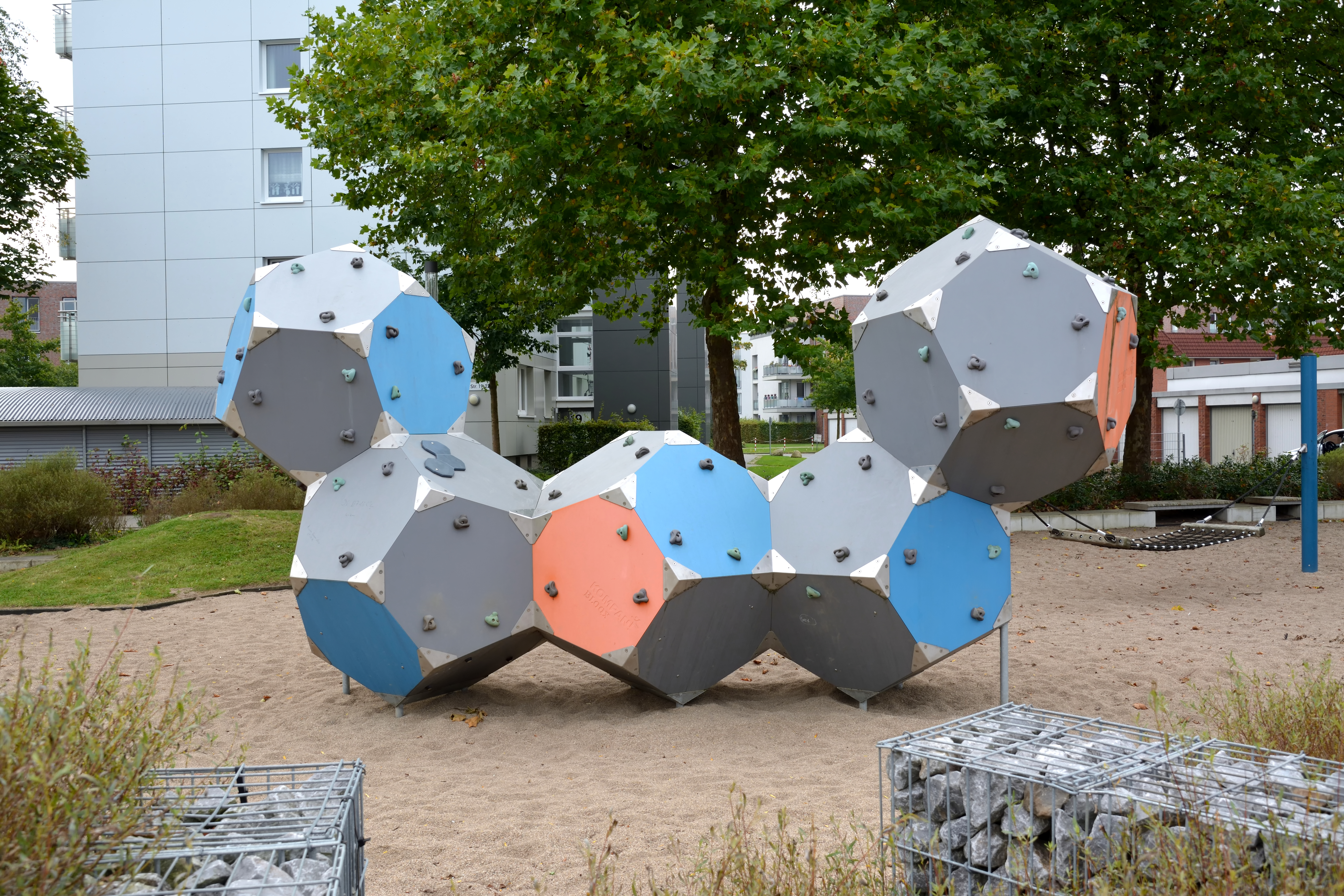
Klettergerüst auf einem Spielplatz in Elmshorn

Künstliche Kletteranlagen (KKA), die allen Altersgruppen offenstehen, werden von Spielplatzgeräten unterschieden. Letztere unterliegen der europäischen Spielplatznorm DIN/EN 1176.

## Normung sicherheitstechnischer Anforderungen
Die sicherheitstechnischen Anforderungen von künstlichen Kletteranlagen (KKA) sind in der EU seit 1999 im Europäischen Normenwerk EN 12572 festgelegt. Sie unterliegen in Deutschland dem Produktsicherheitsgesetz (vormals Geräte- und Produktsicherheitsgesetz, in der Norm noch so zitiert) und können beim Vorliegen der Voraussetzungen (§ 21 ProdSG) mit dem GS-Zeichen gekennzeichnet werden.

### Anforderungen an künstliche Kletteranlagen mit Sicherungspunkten
Teil 1 der Norm, EN 12572-1:2007, reguliert KKA mit Sicherungspunkten.
Insbesondere sind die Abstände der Sicherungspunkte (erster maximal 3,10 m hoch, dann bis 5 m Höhe alle 1 m, darüber alle 2 m), die Abmessungen der Sicherungspunkte selbst, die Gestaltung der Umlenker und die Anforderungen an den Fallraum und die Kletterflächen festgelegt. Als Kennzeichnung ist ein Typenschild mit Hersteller und Lieferant, relevanter Norm und Daten der Montage und der nächsten Hauptinspektion vorgeschrieben.
Weiterhin werden Lasten durch den Kletterbetrieb definiert, insbesondere für einen Sicherungspunkt eine Prüflast 8,0 kN (schräg nach unten) bei einer Bruchlast 20 kN; für die Festigkeitsprüfung der Schraublöcher für Griffe 5 kN bei axialer Belastung.
Für die Herstellung relevant sind Verfahren zum Nachweis der konstruktiven Festigkeit durch Berechnung oder Belastungsprüfung, für die Stoßprüfung der Oberfläche sowie die Nachweisprüfung der ersten drei Sicherungspunkte sowie der Umlenkpunkte mit der Prüflast von 8,0 kN in Fallrichtung.
Die im Entwurf befindliche Fassung prEN 12572-1:2015
sieht feinere Abstufungen der Abstände der Sicherungspunkte zwischen 3 und 8 m Höhe sowie darüber einen Abstand von 1,5 m vor. Die Prüflast der Sicherungspunkte wird auf die „charakteristische Last“ von 6,6 kN reduziert, die der Griffbefestigungen hingegen auf 7,2 kN erhöht.
Die Anforderungen an den Fallraum, die Griffbefestigung und die Stoßprüfung der Oberfläche wurden überarbeitet.

### Anforderungen an Boulderwände
Die Anforderungen an Boulderwände regelt Teil 2, EN 12572-2:2008. Wie im Teil 1 gibt es Regulierungen zur konstruktiven Festigkeit und Stoßprüfung der Oberfläche, der Griffbefestigung (5 kN) sowie der Kennzeichnungspflichten. Die Höhe darf 4,5 m nicht übersteigen, bzw. 4,0 m wenn oben auf der Konstruktion gestanden werden kann. Fallschutzeinrichtungen bestehen aus einer Aufpralldämpfung, im Innenraum typischerweise Schaumstoffmatten, im Freien Fallschutzkies, wobei auch andere geeignete Materialien zulässig sind. Die Aufprallfläche muss festgelegte Überstände von 2–2,5 m um die Grundprojektion der Boulderwand herum haben. Matten müssen bis zur Boulderwand reichen, bzw. in Sitzstartbereichen durch dünne, keilförmige Konstruktionen ergänzt werden. Spalten zwischen Matten müssen abgedeckt sein.
Die im Entwurf befindliche Fassung prEN 12572-2:2015 überarbeitet wie in Teil 1 Details zur Plattenbefestigung, Stoß- und Festigkeitsprüfung, und erhöht die Belastbarkeit der Griffbefestigungen auf 7,2 kN. Spezifische Ergänzungen betreffen die Dämpfungseigenschaft von Schaumstoffmatten einschließlich eines Prüfverfahrens und feinere Abstufungen bei der Größe der Aufprallfläche.

### Anforderungen an Klettergriffe
Die Anforderungen an Klettergriffe werden in Teil 3 behandelt. Besonderes Augenmerk gilt der Gefahr, die von herabfallenden Bruchstücken defekter Griffe ausgeht. Große „Volumen“ sind in diesem Teil eingeschlossen, sofern an ihnen keine weiteren Griffe befestigt werden; andernfalls gilt Teil 1 der Norm.
Normale Klettergriffe dürfen nicht als Sicherungspunkte benutzt werden (es sei denn, sie sind nach Teil 1 auch als solche konstruiert). Charakteristisch ist die Beweglichkeit, d. h. ein Griff kann mit Bolzen an verschiedenen Stellen angeschraubt werden.
Die Norm gibt keine bestimmten Werkstoffe vor, verbietet aber die Verwendung gefährlicher Substanzen bei der Herstellung (z. B. Formaldehyd, PCB). Die Griffe dürfen keine frei erreichbaren scharfen Kanten (Radius unter 0,5 mm), hervorstehenden Spitzen (Durchmesser unter 15 mm und mehr als 40 mm vorstehend) oder Fangstellen aufweisen.
Um zu vermeiden, dass durch die Last des Kletterers (1,5 kN) am äußeren Ende eines Griffes infolge Hebelwirkung die zulässige Last am Befestigungspunkt (5 kN, siehe Teil 2) übersteigt, dürfen die Höhe und Tiefe des Griffes das Dreifache der Wandauflagelänge unterhalb des Befestigungspunktes nicht übersteigen.
Nachdem der Griff mit dem vom Hersteller maximal empfohlenen Drehmoment angeschraubt wurde, darf er sich bei einer Last von 1,5 kN am ungünstigsten verwendbaren Punkt nicht an der Wand verdrehen. Auch darf er in ungünstigster Position und Einwirkungsrichtung bei dieser Kraft nicht brechen.
Griffe über 50 mm Durchmesser müssen das Hersteller- oder Lieferanten-Logo tragen und mit entsprechenden technischen Informationen ausgeliefert werden.
Die im Entwurf befindliche Fassung prEN 12572-3:2015 präzisiert die Definition des „Volumens“, führt eine tabellarische Benennung der Klettergriffgrößen (XS ≤ 50 mm, S, M, L, XL, XXL, Makro > 550 mm) ein, und beschränkt die Bruchprüfung auf Griffe schwerer als 100 g.
Der Bruchtest wird auf 2,4 kN verschärft, was einer realistischeren Betrachtung der dynamischen Fußkraft eines 80 kg schweren Kletterers (doppelte Gewichtskraft und 50 % Sicherheitsfaktor) entspringt, ebenso müssen Volumen dem Abreißversuch von 2,4 kN widerstehen. Die Prüfung auf Verdrehen entfällt. Neu ist hingegen eine Biegeprüfung bei Hohllage an der Wand, je nach Griffgröße sind Prüfkräfte von 2, 5 oder 8 kN am Bolzenloch vorgeschrieben. Bei der Kennzeichnung, nunmehr ab 100 g, kommt das Herstellungsquartal hinzu.

### Gemeinsame Anforderungen
In allen drei Teilen der Norm EN 12572 sind Fingerfallen untersagt, dies wären Öffnungen zwischen 8 und 25 mm, die tiefer als 15 mm sind und zur Fangstelle werden können. Ausnahmen sind die Bohrungen für die Griffbefestigung und Elemente, die speziell zum Klettern konstruiert sind.

### Haftungsfragen in Deutschland
Außer den zitierten Normen muss der Eigentümer noch Haftungsfragen beachten. Eine Gefährdungshaftung, also aus dem erlaubten Betrieb einer gefährlichen Einrichtung – hier einer Kletteranlage – ohne Verschulden des Betreibers, ergibt sich nach Auffassung des Deutschen Alpenvereins nicht. Verkehrssicherungspflichten sind nicht gesetzlich geregelt und müssen von Fall zu Fall bestimmt werden, insbesondere durch den Benutzungsvertrag zwischen Betreiber und Benutzer sowie deliktischer Haftung.
Gängige Maßnahmen zur Zugangsbeschränkung für Unbefugte, insbesondere bei Anlagen im Freien, sind ein 2 m hoher Zaun um die Anlage, im unteren Bereich abnehmbare Griffe bzw. erhöhte Kletterschwierigkeiten; oder eine Betreuung der Anlage.

## Statistiken

### Anzahl Kletteranlagen in verschiedenen Ländern
Aufgrund uneinheitlicher Methodik sind die Zahlen nicht direkt vergleichbar.
- Deutschland: 535 (>100 m² Kletterfläche, 2021)[23]
- Österreich: >200[24]
- Schweiz: ~50 (2019)[25]
- USA: 591 (2022)[26]
- Kanada: 136 (2022)[26]